# Pseudelmidolia starmuhleri
Pseudelmidolia starmuhleri is een keversoort uit de familie beekkevers (Elmidae). De wetenschappelijke naam van de soort werd in 1963 gepubliceerd door Joseph Delève.